# Stanley Tucci
Stanley Tucci (Peekskill, 11 novembre 1960) è un attore e regista statunitense.
Noto attore caratterista, Tucci ha interpretato un'ampia varietà di ruoli, che spaziano da quelli minacciosi a quelli sofisticati, guadagnandosi numerosi riconoscimenti. 
Nel corso della sua carriera ha vinto 2 Golden Globe, per Winchell (1998) e Conspiracy - Soluzione finale (2001), grazie al quale ha ricevuto anche una candidatura per lo Screen Actors Guild Award, e ricevuto una candidatura all'Oscar al miglior attore non protagonista per Amabili resti. Ha vinto sei Emmy Award, oltre ad aver ricevuto una candidatura ai BAFTA Awards, ai Tony Awards e ai Grammy Awards.
Ha debuttato a Broadway con The Queen and the Rebels il 30 settembre 1982 e nel film di John Huston L'onore dei Prizzi (1985). Ha raggiunto la celebrità con film come Il bacio della morte (1995), Era mio padre (2002), dove interpreta Frank Nitti, braccio destro di Al Capone, The Terminal (2004) e Il diavolo veste Prada (2006), e con la serie TV Murder One (1995-1996). Ha interpretato, diretto con Campbell Scott e sceneggiato con il cugino Joseph Tropiano, il film Big Night (1996), premiato al Sundance Film Festival, a cui hanno partecipato anche la sorella Christine e la madre, che ha scritto un libro di cucina per il film. Gli altri film che ha diretto sono Gli imbroglioni (1998), Il segreto di Joe Gould (2000) e Final Portrait - L'arte di essere amici (2017).

## Biografia
Figlio di Stanley Tucci Sr. (il nonno, Stanislao Tucci, era di Marzi, in provincia di Cosenza, mentre la nonna, Teresa Pisani, era nativa di Serra San Bruno, in provincia di Vibo Valentia) e Joan Tropiano (proveniente da Cittanova, in provincia di Reggio Calabria), ha frequentato la State University of New York, diplomandosi nel 1982. Tucci è il maggiore di tre figli, tra cui sua sorella, l'attrice Christine Tucci. Lo sceneggiatore Joseph Tropiano è suo cugino. All'inizio degli anni '70, trascorse un anno vivendo a Firenze, in Italia.
Frequentò la John Jay High School a Lewisboro, New York, dove giocava nelle squadre di calcio e baseball, anche se il suo vero interesse era il club teatrale della scuola, all'interno del quale lui e il suo amico divenuto collega attore, Campbell Scott—figlio degli attori George C. Scott e Colleen Dewhurst—offrivano interpretazioni molto apprezzate in numerose produzioni del club. Successivamente, Tucci frequentò la State University of New York a Purchase, dove si specializzò in recitazione e si laureò nel 1982. Tra i suoi compagni a SUNY Purchase vi era anche l'altro studente di recitazione Ving Rhames; fu Tucci a coniare per lui il soprannome "Ving", in quanto Rhames, nato Irving, lo meritava.

## Carriera

### 1982–1995: primi ruoli e debutto a Broadway
Nel 1982, Tucci ottenne la sua tessera di Actors' Equity grazie all'attrice Colleen Dewhurst, madre dell'amico di scuola superiore di Tucci, l'attore Campbell Scott, che organizzò per i due giovani ruoli da soldati in una pièce di Broadway in cui lei recitava, The Queen and the Rebels, in prima visione il 30 settembre 1982. In quel periodo, Tucci lavorò anche come modello, distinguendosi con una pubblicità televisiva per i jeans Levi's 501.
Nel 1985, Tucci debuttò al cinema interpretando un soldato nel film di John Huston, commedia nera-poliziesco Prizzi's Honor, con Jack Nicholson e Kathleen Turner. Durante questo periodo interpretò ruoli minori e di supporto in numerosi film, fra cui il film horror psicologico Monkey Shines - Esperimento nel terrore (1988), la commedia-drammatica Slaves of New York (1989) e la commedia Fear, Anxiety & Depression (1989).
Nel 1991, recitò nel film drammatico biografico Billy Bathgate - A scuola di gangster, con Dustin Hoffman e Nicole Kidman, interpretando il gangster Lucky Luciano. Nello stesso anno, si esibì nel ruolo di Scapino al Yale Repertory Theatre in Scapino di Molière.
Nel 1992, Tucci apparve nella commedia familiare Beethoven e nella fantasy romantica Doppia anima. Quest'ultimo successo diede vita a un franchise omonimo, grazie al riscontro positivo del film. Continuò a recitare in pellicole come il thriller giudiziario Il rapporto Pelican (1993), con Denzel Washington e Julia Roberts, e la commedia romantica It Could Happen to You (1994), insieme a Nicolas Cage e Bridget Fonda.
Dal 1995 al 1996, Tucci fu protagonista della serie televisiva Murder One, interpretando il misterioso Richard Cross. Per la sua performance ricevette la sua prima nomination al Primetime Emmy Award come Miglior Attore Non Protagonista in una Serie Drammatica. A seguito di ascolti deludenti, ABC decise di rinnovare la serie, allontanando Tucci dal cast.

### 1996–2005: debutto alla regia e altri ruoli
Nel 1996, Tucci ha co-scritto e co-diretto il film commedia-drammatico Big Night. Ha recitato al fianco di Tony Shalhoub, ha co-scritto la sceneggiatura insieme a suo cugino Joseph Tropiano e ha diretto il film con il suo amico Campbell Scott. Il film fece il suo debutto al Sundance Film Festival, dove fu nominato per il "Grand Jury Prize". Tucci e Tropiano vinsero l'Independent Spirit Award per la Migliore Prima Sceneggiatura per aver scritto il copione del film.

Il film vedeva anche la partecipazione di sua sorella Christine e di sua madre, che scrisse un libro di ricette appositamente per il film. Inoltre, il film vide la partecipazione di Minnie Driver, Isabella Rossellini, Ian Holm e Allison Janney. Il critico Roger Ebert ha elogiato il film scrivendo:
"In una certa misura, questo film deve rappresentare una svolta per [Tucci]: è stato in bei film prima, ma non abbastanza... Ora, ecco il loro lavoro d'amore. Il loro risotto perfetto. Hanno incluso solo quello che era necessario e nient'altro."
Lo stesso anno, Tucci ha recitato anche nel dramma indipendente L'amante in città, scritto e diretto da Greg Mottola, che ha visto la partecipazione di Hope Davis, Liev Schreiber e Parker Posey. L'anno successivo, è apparso nella commedia di Woody Allen Deconstructing Harry, film candidato all'Oscar alla miglior sceneggiatura originale.
Nel 1998, Tucci ha scritto, diretto, co-prodotto e recitato nella commedia Gli imbroglioni. In questo film, Tucci e Oliver Platt interpretano comici in stile Stanlio e Ollio, alle prese con le difficoltà degli anni '30. Il film fece il suo debutto al Festival di Cannes del 1998, ricevendo critiche positive. Poco dopo, Tucci recitò nel telefilm biografico per HBO Winchell (1998), in cui interpretava il giornalista d'opinione Walter Winchell. Per la sua interpretazione, vinse il Primetime Emmy Award come Miglior Attore Protagonista in una Miniserie o Telefilm e il Golden Globe come Miglior Attore in una Miniserie o Telefilm, ottenendo inoltre una nomination ai Screen Actors Guild Awards per la sua performance.
Nel 1999, ha interpretato Robin Goodfellow / Puck nell'adattamento di Sogno di una notte di mezza estate di Michael Hoffman. Nel 2000, Tucci ha diretto, prodotto e recitato nel film drammatico Il segreto di Joe Gould, basato su un saggio biografico del 1964 su Gould scritto dal giornalista del New Yorker Joseph Mitchell. Nel 2001, Tucci ha recitato nel film televisivo di guerra per HBO Conspiracy - Soluzione finale, interpretando Adolf Eichmann. Il progetto vedeva anche la partecipazione di Kenneth Branagh e Colin Firth. Per la sua interpretazione di Eichmann, Tucci ha vinto un ulteriore Golden Globe come Miglior Attore in una Miniserie o Telefilm. Il film fu acclamato dalla critica e vinse un Peabody Award.
Nel 2002, Tucci tornò sul palcoscenico recitando nel revival di Frankie and Johnny in the Clair de Lune di Terrence McNally, ottenendo una nomination al Tony Award come Miglior Attore in una commedia teatrale per la sua interpretazione.
Sempre nel 2002, recitò in Road to Perdition di Sam Mendes, al fianco di Tom Hanks. Il film incassò 181 milioni di dollari al botteghino e ricevette sei candidature agli Academy Awards.
Riunì le forze con Hanks in The Terminal (2004) di Steven Spielberg. Nello stesso anno, Tucci apparve in Shall We Dance (2004) e interpretò Stanley Kubrick nel film televisivo HBO The Life and Death of Peter Sellers (2004). Fu inoltre un ospite telefonico in un episodio di Frasier. Quell'anno, Caedmon Audio pubblicò anche un audiolibro in cui Tucci leggeva il romanzo del 1973 Breakfast of Champions di Kurt Vonnegut.
Nel 2005, Tucci ebbe il suo primo ruolo di doppiaggio nel film d'animazione Robots, che vedeva la partecipazione di altre voci di attori notabili come Ewan McGregor, Halle Berry e Robin Williams.

### 2006–2010: Collaborazioni con Meryl Streep e riconoscimenti
Tucci ha recitato accanto a Meryl Streep in Il diavolo veste Prada (2006) e in Julie & Julia (2009).
Nel 2006, Tucci ebbe un ruolo di rilievo nella commedia Il diavolo veste Prada, accanto a Meryl Streep, Anne Hathaway ed Emily Blunt. Interpreta Nigel Kipling, un fedele confidente di Miranda Priestly (interpretata da Streep). Il film rappresentò per lui una svolta, tanto che A.O. Scott, del New York Times, dichiarò: "Mr. Tucci, non è mai stato meglio". Fu il film con il maggior incasso della sua carriera fino a Captain America - Il primo Vendicatore (2011).
Sempre nel 2006, Tucci fece un’apparizione nella serie televisiva Monk, per la quale vinse il Primetime Emmy Award come Miglior Attore Ospite in una Serie Comica. Tornò poi in televisione recitando nella serie drammatica 3 lbs, che fece il suo debutto il 14 novembre 2006; tuttavia, a causa dei bassi ascolti, la CBS cancellò la serie. L'anno successivo, Tucci ebbe un ruolo ricorrente nella serie medica ER e, per la sua interpretazione, fu candidato al Primetime Emmy Award come Miglior Attore Ospite in una Serie Drammatica. Fu inoltre candidato a un Grammy Award per aver narrato l'audiolibro The One and Only Shrek! (2008).
Nel 2009, Tucci interpretò George Harvey, un serial killer di ragazze giovani, in The Lovely Bones, con Saoirse Ronan. Il film, l'adattamento di Peter Jackson del romanzo di Alice Sebold, fece ottenere a Tucci candidature agli Academy Award e ai Golden Globe come miglior attore non protagonista. Per prepararsi al ruolo, consultò il profiler in pensione dell'FBI John Douglas.
Sempre nel 2009, Tucci si riunì con Meryl Streep nella commedia biografica di Nora Ephron Julie & Julia. Nel film, Tucci interpretò Paul Child, il marito di Julia Child (Streep). La loro chimica sullo schermo fu elogiata, tanto che Peter Travers di Rolling Stone dichiarò: "Tucci e Streep sono magici insieme, creando un ritratto di un matrimonio non convenzionale che merita un film tutto suo."
L'anno successivo, Tucci ha diretto un revival della commedia teatrale di Ken Ludwig, Lend Me a Tenor, a Broadway, con Tony Shalhoub. Inoltre, Tucci ha interpretato un ruolo di supporto nella commedia romantica per adolescenti Easy Girl (2010) con protagonista Emma Stone, nel film in cui lui e Patricia Clarkson hanno interpretato i genitori rilassati e divertenti della protagonista. Nello stesso anno, Tucci ha recitato al fianco di Cher e Christina Aguilera in Burlesque. L'anno seguente, Tucci ha interpretato il dottor Abraham Erskine nel film del Marvel Cinematic Universe Captain America: The First Avenger (2011) con protagonista Chris Evans.

### 2011–2019: ruoli nei franchise e altri lavori
Nel 2011, Tucci ha interpretato il ruolo di Eric Dale nel film drammatico Margin Call, diretto da J.C. Chandor, con la partecipazione di Kevin Spacey, Jeremy Irons, Demi Moore e Zachary Quinto. Il film ha debuttato al Sundance Film Festival, dove ha ricevuto elogi dalla critica e successivamente una nomination per l'Oscar alla miglior sceneggiatura originale.
Nell'autunno del 2012, Tucci ha pubblicato il suo primo libro di cucina, The Tucci Cookbook, e si è infatti reso co-proprietario del ristorante Finch Tavern a Croton Falls, New York. Nel 2012, ha interpretato Henry Warren Chang nell’episodio di 30 Rock intitolato “Alexis Goodlooking and the Case of the Missing Whisky”.
Da 2012 al 2015, Tucci interpretò Caesar Flickerman in Hunger Games (2012) e nei suoi sequel Hunger Games - La ragazza di fuoco (2013), Hunger Games - Il canto della rivolta - Parte 1 (2014) e Hunger Games - Il canto della rivolta - Parte 2 (2015). Nel 2013, Tucci interpretò il ruolo dell'antico dio greco Dioniso in Percy Jackson e gli dei dell'Olimpo - Il mare dei mostri. Sempre nel 2013, prestò la voce in un episodio della serie animata American Dad!. In quel periodo, Tucci interpretò anche il CEO Joshua Joyce in Transformers 4 - L'era dell'estinzione (2014). Nello stesso anno, diede la voce a Leonardo da Vinci nel film d'animazione Mr. Peabody e Sherman e fece un cameo in Muppets Most Wanted.

Dal 2014 al 2020, ha interpretato un ruolo ricorrente, prestando la voce al personaggio Herb Kazzaz nella serie animata BoJack Horseman. Tucci ha interpretato Filippo I di Borbone-Orléans, nel dramma storico-biografico di costumi Le regole del caos di Alan Rickman, con Kate Winslet. L'anno seguente, Tucci ha interpretato Mitchell Garabedian, un avvocato che rappresenta le vittime di abusi sessuali, nel film drammatico-biografico Il caso Spotlight. Il film, diretto da Tom McCarthy, ha visto la partecipazione di Michael Keaton, Mark Ruffalo, Rachel McAdams, John Slattery e Liev Schreiber. Ha ricevuto recensioni entusiastiche, con Geoffrey McNab de The Independent che scriveva:
"Spotlight è un film all'antica che racconta la sua storia in modo meticoloso e profondamente coinvolgente. È il tipo di film in cui potreste immaginare Henry Fonda o James Stewart nel ruolo di eroi giornalistici decenti e irreprensibili, che non si arrendono di fronte a notevoli difficoltà e intimidazioni."
Il film ha vinto l'Oscar al miglior film e l'Oscar alla Miglior Sceneggiatura Originale. Sempre nel 2015, Tucci ha recitato nella serie britannica Fortitude nel ruolo di DCI Eugene Morton.
Nel 2017, Tucci ha diretto e scritto il film drammatico Final Portrait - L'arte di essere amici. Nello stesso anno, ha interpretato il ruolo del compositore Maestro Cadenza nell'adattamento live-action de La Bella e la Bestia di Disney, al fianco di Emma Watson e Dan Stevens. Tucci è inoltre tornato nella serie di film Transformers interpretando Merlino in Transformers - L'ultimo cavaliere. Inoltre, ha interpretato il marito di Dame Fiona Maye, una giudice della British High Court, al fianco di Emma Thompson in The Children Act - Il verdetto (2017), basato sul libro La ballata di Adam Henry di Ian McEwan. Sempre nel 2017, Tucci ha recitato nella miniserie Feud nel ruolo del dirigente degli studi Warner Bros., Jack L. Warner. Feud ha ricevuto elogi dalla critica e Tucci ha ottenuto una nomination ai Primetime Emmy Awards come miglior attore non protagonista in una serie limitata o film.
Nel 2018, Tucci ha recitato nei film indipendenti Patient Zero, A Private War e Night Hunter. Nel 2019, Tucci ha interpretato un ruolo nella serie drammatica Limetown, basata sul podcast omonimo; Facebook ha cancellato la serie dopo la trasmissione della prima stagione. Nello stesso anno, Tucci ha recitato nel film horror The Silence.

### 2020–presente
Nel 2020, Tucci ha iniziato a prestare la voce al personaggio Bitsy Brandenham nella serie animata Central Park. La serie ha ricevuto un ordine per due stagioni da Apple Inc., con ciascuna stagione prevista in 13 episodi, e ha debuttato il 29 maggio 2020. Nello stesso anno, Tucci ha narrato la serie The California Century, che racconta la storia di figure importanti nella storia della California dal punto di vista di uno sceneggiatore. Sempre nel 2020, Tucci ha recitato nel film drammatico britannico Supernova accanto a Colin Firth. Il film esplora la relazione tra una coppia interpretata da Tucci e Firth, in cui uno dei due cede agli effetti precoci della demenza, ed è stato presentato in anteprima al Festival Internazionale del Cinema di San Sebastián, ricevendo successivamente enorme consenso critico.
Guy Lodge, critico per Variety, ha commentato la loro chimica:
(Guy Lodge, Variety)
Nel 2020 partecipa al film di Robert Zemeckis Le streghe.
Nel 2021, Tucci ha condotto la serie di viaggi gastronomici Stanley Tucci: Searching for Italy, una serie originale in sei puntate di CNN che segue l'attore in un tour enogastronomico in Italia. La serie ha ricevuto due nomination ai Primetime Emmy Awards, tra cui una per Outstanding Hosted Nonfiction Series, ed è stata rinnovata per una seconda stagione in programma per il 2022. Caroline Framke di Variety ha elogiato la serie scrivendo: "È esattamente lo scenario pittoresco che ci si aspetta e si desidera da una serie di viaggi condotta da Tucci, una presenza straordinariamente affascinante che conosce e ama la cucina italiana."
Tucci ha interpretato il ruolo del protagonista nella serie thriller Inside Man su BBC One (2022). La serie, creata da Steven Moffat, vede anche la partecipazione di David Tennant. A settembre, Tucci è stato scelto per interpretare il produttore vincitore di un Grammy, Clive Davis, in Whitney - Una voce diventata leggenda (2022), un biopic su Whitney Houston. Nel 2023, Tucci ha recitato nella serie Citadel su Amazon Prime Video, insieme a Priyanka Chopra e Richard Madden. Nel 2024, Tucci ha interpretato un ruolo di rilievo nel film di Edward Berger Conclave, accanto a Ralph Fiennes, che ha debuttato al 51° Telluride Film Festival. L’anno seguente su Disney + viene distribuito Tucci in Italy, docuserie nella quale l’attore visita cinque regioni italiane. Nel 2025 interpreta il diabolico scienziato Ethan Skate nel film The Electric State, al fianco di Millie Bobby Brown e Chris Pratt.

## Vita privata
Fratello dell'attrice Christine Tucci e cugino dello sceneggiatore Joseph Tropiano, Stanley Tucci sposò nel 1995 l'assistente sociale Kathryn Louise Spath da cui ha avuto tre figli, i gemelli Nicolò Robert e Isabel Concetta (2000) e Camilla (2002). I due si separarono nel 2003 quando lui si legò all'attrice Edie Falco, con la quale rimase circa un anno. Nel 2005 si riconciliò con la moglie e i due rimasero insieme fino al 27 aprile 2009, fino alla sua morte.
Nel 2011 si è fidanzato con l'agente letteraria Felicity Blunt, sorella dell'attrice Emily Blunt, che ha sposato l'anno seguente; il 25 gennaio 2015 è nato il primogenito della coppia, Matteo Oliver. Nel 2018 è nata la secondogenita della coppia, Emilia Giovanna.
Il 21 maggio 2021 Stanley Tucci ha ricevuto un Dottorato Honoris Causa in Humane Letters da The American University of Rome.

## Filmografia

### Attore

#### Cinema
- L'onore dei Prizzi (Prizzi's Honor), regia di John Huston (1985)
- Who's That Girl, regia di James Foley (1987)
- Monkey Shines - Esperimento nel terrore (Monkey Shines), regia di George A. Romero (1988)
- Schiavi di New York (Slaves of New York), regia di James Ivory (1989)
- The Feud, regia di Bill D'Elia (1989)
- Fear, Anxiety & Depression, regia di Todd Solondz (1989)
- Scappiamo col malloppo (Quick Change), regia di Howard Franklin e Bill Murray (1990)
- Uomini d'onore (Men of Respect), regia di William Reilly (1990)
- Billy Bathgate - A scuola di gangster (Billy Bathgate), regia di Robert Benton (1991)
- In the Soup - Un mare di guai (In the Soup), regia di Alexandre Rockwell (1992)
- Beethoven, regia di Brian Levant (1992)
- Doppia anima (Prelude to a Kiss), regia di Norman René (1992)
- La pistola nella borsetta (The Gun in Betty Lou's Handbag), regia di Allan Moyle (1992) – non accreditato
- Occhio indiscreto (The Public Eye), regia di Howard Franklin (1992)
- Coppia d'azione (Undercover Blues), regia di Herbert Ross (1993)
- Il rapporto Pelican (The Pelican Brief), regia di Alan J. Pakula (1993)
- Può succedere anche a te (It Could Happen to You), regia di Andrew Bergman (1994)
- Mrs. Parker e il circolo vizioso (Mrs. Parker and the Vicious Circle), regia di Alan Rudolph (1994)
- Somebody to Love - Qualcuno da amare (Somebody to Love), regia di Alexandre Rockwell (1994)
- Un lavoro da giurato (Jury Duty), regia di John Fortenberry (1995)
- Il bacio della morte (Kiss of Death), regia di Barbet Schroeder (1995)
- Sex & the Other Man, regia di Karl Slovin (1995)
- A Modern Affair, regia di Vern Oakley (1995)
- L'amante in città (The Daytrippers), regia di Greg Mottola (1996)
- Big Night, regia di Campbell Scott e Stanley Tucci (1996)
- Harry a pezzi (Deconstructing Harry), regia di Woody Allen (1997)
- Allarme mortale (Life During Wartime), regia di Evan Dunsky (1997)
- Una vita esagerata (A Life Less Ordinary), regia di Danny Boyle (1997)
- The Eighteenth Angel, regia di William Bindley (1998)
- Montana, regia di Jennifer Leitzes (1998)
- Gli imbroglioni (The Impostors), regia di Stanley Tucci (1998)
- Sogno di una notte di mezza estate (A Midsummer Night's Dream), regia di Michael Hoffman (1999)
- In Too Deep, regia di Michael Rymer (1999)
- Il segreto di Joe Gould (Joe Gould's Secret), regia di Stanley Tucci (2000)
- I marciapiedi di New York (Sidewalks of New York), regia di Edward Burns (2001)
- I perfetti innamorati (America's Sweethearts), regia di Joe Roth (2001)
- Scintille d'amore (The Whole Shebang), regia di George Zaloom (2001)
- Conspiracy - Soluzione finale (Conspiracy), regia di Frank Pierson (2001)
- Big Trouble - Una valigia piena di guai (Big Trouble), regia di Barry Sonnenfeld (2002)
- Era mio padre (Road to Perdition), regia di Sam Mendes (2002)
- Un amore a 5 stelle (Maid in Manhattan), regia di Wayne Wang (2002)
- The Core, regia di Jon Amiel (2003)
- Spin, regia di James Redford (2003)
- Tu chiamami Peter (The Life and Death of Peter Sellers), regia di Stephen Hopkins (2004)
- The Terminal, regia di Steven Spielberg (2004)
- Shall We Dance?, regia di Peter Chelsom (2004)
- Slevin - Patto criminale (Lucky Number Slevin), regia di Paul McGuigan (2006)
- Il diavolo veste Prada (The Devil Wears Prada), regia di David Frankel (2006)
- L'imbroglio - The Hoax (The Hoax), regia di Lasse Hallström (2006)
- Four Last Songs, regia di Francesca Joseph (2007)
- Blind Date, regia di Stanley Tucci (2007)
- Disastro a Hollywood (What Just Happened), regia di Barry Levinson (2008)
- Swing Vote - Un uomo da 300 milioni di voti (Swing Vote), regia di Joshua Michael Stern (2008)
- Kit Kittredge: An American Girl, regia di Patricia Rozema (2008)
- Julie & Julia, regia di Nora Ephron (2009)
- Amabili resti (The Lovely Bones), regia di Peter Jackson (2009)
- Easy Girl (Easy A), regia di Will Gluck (2010)
- Burlesque, regia di Steven Antin (2010)
- Margin Call, regia di J. C. Chandor (2011)
- Captain America - Il primo Vendicatore (Captain America: The First Avenger), regia di Joe Johnston (2011)
- Hunger Games (The Hunger Games), regia di Gary Ross (2012)
- La regola del silenzio - The Company You Keep (The Company You Keep), regia di Robert Redford (2012)
- Gambit - Una truffa a regola d'arte (Gambit), regia di Michael Hoffman (2012)
- Il cacciatore di giganti (Jack the Giant Slayer), regia di Bryan Singer (2013)
- Velvet - Il prezzo dell'amore (Some Velvet Morning), regia di Neil LaBute (2013)
- Percy Jackson e gli dei dell'Olimpo - Il mare dei mostri (Percy Jackson: Sea of Monsters), regia di Thor Freudenthal (2013)
- Il quinto potere (The Fifth Estate), regia di Bill Condon (2013)
- Hunger Games - La ragazza di fuoco (The Hunger Games: Catching Fire), regia di Francis Lawrence (2013)
- Transformers 4 - L'era dell'estinzione (Transformers: Age of Extinction), regia di Michael Bay (2014)
- Hunger Games - Il canto della rivolta - Parte 1 (The Hunger Games: Mockingjay - Part 1), regia di Francis Lawrence (2014)
- Le regole del caos (A Little Chaos), regia di Alan Rickman (2014)
- Joker - Wild Card (Wild Card), regia di Simon West (2015)
- Il caso Spotlight (Spotlight), regia di Tom McCarthy (2015)
- Hunger Games - Il canto della rivolta - Parte 2 (The Hunger Games: Mockingjay - Part 2), regia di Francis Lawrence (2015)
- La bella e la bestia (Beauty and the Beast), regia di Bill Condon (2017)
- Transformers - L'ultimo cavaliere (Transformers: The Last Knight), regia di Michael Bay (2017)
- The Children Act - Il verdetto (The Children Act), regia di Richard Eyre (2017)
- Paziente zero (Patient Zero), regia di Stefan Ruzowitzky (2018)
- A Private War, regia di Matthew Heineman (2018)
- Night Hunter, regia di David Raymond (2018)
- The Silence, regia di John R. Leonetti (2019)
- Worth - Il patto (Worth) (What Is Life Worth) regia di Sara Colangelo (2020)
- Supernova, regia di Harry Macqueen (2020)
- Le streghe (The Witches), regia di Robert Zemeckis (2020)
- Jolt - Rabbia assassina (Jolt), regia di Tanya Wexler (2021)
- The King's Man - Le origini (The King's Man), regia di Matthew Vaughn (2021)
- Whitney - Una voce diventata leggenda (I Wanna Dance with Somebody), regia di Kasi Lemmons (2022)
- Conclave, regia di Edward Berger (2024)
- The Electric State, regia di Anthony e Joe Russo (2025)
- Fountain of Youth - L'eterna giovinezza (Fountain of Youth), regia di Guy Ritchie (2025)

#### Televisione
- Crime Story – serie TV, episodio 1x17 (1987)
- Kojak: The Price of Justice, regia di Alan Metzger – film TV (1987)
- The Street, regia di Daniel Pyne e John Mankiewicz – film TV (1988)
- Miami Vice – serie TV, episodi 3x09-4x01-4x19 (1986-1988)
- Un giustiziere a New York (The Equalizer) – serie TV, episodio 4x01 (1988)
- Oltre la legge - L'informatore (Wiseguy) – serie TV, 5 episodi (1988-1989)
- In famiglia e con gli amici (Thirtysomething) – serie TV, episodi 3x10-3x11 (1989-1990)
- Hawaii paradiso di sangue (Revealing Evidence: Stalking the Honolulu Strangler), regia di Daniel Pyne e John Mankiewicz – film TV (1990)
- Lifestories – serie TV, episodio 1x07 (1990)
- E giustizia per tutti (Equal Justice) – serie TV, episodi 2x02-2x05-2x08 (1991)
- Murder One – serie TV, 23 episodi (1995-1996)
- Winchell, regia di Paul Mazursky – film TV (1998)
- Bull – serie TV, 5 episodi (2000)
- Conspiracy - Soluzione finale (Conspiracy), regia di Frank Pierson – film TV (2001)
- Freedom: A History of Us – documentario serie TV, 7 episodi (2003)
- Detective Monk (Monk) – serie TV, episodio 5x01 (2006)
- 3 libbre (3 lbs.) – serie TV, 6 episodi (2006)
- E.R. - Medici in prima linea (ER) – serie TV, 10 episodi (2007-2008)
- Fortitude – serie TV, 9 episodi (2015)
- Feud – serie TV (2017)
- Stanley Tucci: Searching for Italy – serie TV (2021)
- La Fortuna, regia di Alejandro Amenábar – miniserie TV (2021)
- Inside Man – serie TV, 4 episodi (2022)
- Citadel – serie TV (2023-in corso)

#### Cortometraggi
- Lulu Askew, regia di Lynn K. D'Angona (1995)
- Fight for Your Right Revisited, regia di Adam Yauch (2011)

### Doppiatore
- Frasier – serie TV, episodio 11x12 (2004)
- Robots, regia di Chris Wedge e Carlos Saldanha (2005)
- Space Chimps - Missione spaziale (Space Chimps), regia di Kirk De Micco (2008)
- Le avventure del topino Despereaux (The Tale of Despereaux), regia di Sam Fell e, Robert Stevenhagen (2008)
- Si alza il vento (風立ちぬ), regia di Hayao Miyazaki (2013)
- Mr. Peabody e Sherman (Mr. Peabody & Sherman), regia di Rob Minkoff (2014)
- BoJack Horseman - serie TV, 3 episodi (2014)
- La bella e la bestia (Beauty and the Beast), regia di Bill Condon (2017)
- Show Dogs - Entriamo in scena (Show Dogs), regia di Raja Gosnell (2018)
- Central Park - serie TV (2020-)
- What If...? – serie TV, episodio 1x1 (2021)

### Regista
- Big Night, regia di Campbell Scott e Stanley Tucci (1996)
- Gli imbroglioni (The Impostors) (1998)
- Il segreto di Joe Gould (Joe Gould's Secret) (2000)
- Blind Date (2007)
- Final Portrait - L'arte di essere amici (Final Portrait) (2017)

## Teatro

### Attore
- La regina e gli insorti, di Ugo Betti, regia di Waris Hussein. Plymouth Theatre di Broadway (1982)
- Il misantropo, di Molière, regia di Stephen Porter. Circle in the Square Theatre di Broadway (1983)
- Brighton Beach Memoirs, di Neil Simon, regia di Gene Saks. Alvin Theatre di Broadway (1984)
- Arriva l'uomo del ghiaccio, di Eugene O'Neill, regia di José Quintero. Lunt-Fontanne Theatre di Broadway (1985)
- Execution of Justice, scritto e diretto da Emily Mann. Virginia Theatre di Broadway (1986)
- Dalliance, di Tom Stoppard, regia di Kenneth Frankel. Long Wharf Theatre di New Haven (1987)
- Frankie and Johnny in the Clair de Lune, di Terrence McNally, regia di Joe Mantello. Belasco Theatre di Broadway (2002)

### Regista
- Lend Me a Tenor, di Ken Ludwig. Music Box Theatre di Broadway (2010)

## Programmi televisivi
- Tucci in Italy (Disney +, 2025)

## Riconoscimenti
- Premio Oscar
  - 2010 – Candidatura al miglior attore non protagonista per Amabili resti
- Golden Globe
  - 1999 – Miglior attore in una miniserie o film TV per Winchell
  - 2002 – Miglior attore non protagonista in una serie per Conspiracy - Soluzione Finale
  - 2010 – Candidatura al miglior attore non protagonista per Amabili resti
- Grammy Awards
  - 2008 – Candidatura al miglior album parlato per bambini per The One and Only Shrek
- Primetime Emmy Awards
  - 1996 – Candidatura al miglior attore non protagonista in una serie drammatica per Murder One
  - 1999 – Miglior attore protagonista in una miniserie o film TV per Winchell
  - 2001 – Candidatura al miglior attore non protagonista in una miniserie o film TV per Conspiracy - Soluzione finale
  - 2007 – Miglior attore ospite in una serie commedia per Detective Monk
  - 2008 – Candidatura al migliore attore ospite in una serie drammatica per E.R. - Medici in prima linea
  - 2014 – Candidatura alla miglior serie di saggistica o reality di breve durata per Park Bench with Steve Buscemi
  - 2016 – Miglior serie di varietà di breve durata per Park Bench with Steve Buscemi
  - 2017 – Candidatura al miglior attore non protagonista in una miniserie o film TV per Feud
  - 2021 – Candidatura alla miglior interpretazione vocale di un personaggio per Central Park
  - 2021 – Miglior conduzione per una serie o speciale di saggistica per Stanley Tucci: Searching for Italy
  - 2022 – Candidatura alla miglior interpretazione vocale di un personaggio per Central Park
  - 2022 – Miglior conduzione per una serie o speciale di saggistica per Stanley Tucci: Searching for Italy
  - 2023 – Miglior conduzione per una serie o speciale di saggistica per Stanley Tucci: Searching for Italy
- Screen Actors Guild Awards
  - 1999 – Candidatura al miglior attore in una miniserie o film TV per Winchell
  - 2010 – Candidatura al miglior attore non protagonista per Amabili resti
  - 2016 – Miglior cast cinematografico per Il caso Spotlight
  - 2025 – Miglior cast cinematografico per Conclave
- Tony Awards
  - 2003 – Candidatura al miglior attore protagonista in un'opera teatrale per Frankie and Johnny in the Clair de Lune (Paura d'amare)

## Doppiatori italiani
Nelle versioni in italiano delle opere in cui ha recitato, Stanley Tucci è stato doppiato da:
- Luca Biagini in The Terminal, Shall We Dance?, Slevin - Patto criminale, 3 libbre, Disastro a Hollywood, Kit Kittredge: An American Girl, Margin Call, Captain America - Il primo vendicatore, La regola del silenzio - The Company You Keep, Il cacciatore di giganti, Velvet - Il prezzo dell'amore, Il quinto potere, Fortitude, Feud, A Private War, La Fortuna, Citadel, The Electric State, Fountain of Youth - L'eterna giovinezza
- Antonio Sanna in Allarme mortale, Una vita esagerata, In Too Deep, The Core, Amabili resti, Transformers 4 - L'era dell'estinzione, Il caso Spotlight, Transformers - L'ultimo cavaliere, Paziente zero, Night Hunter, The Silence, Worth - Il patto, Supernova
- Roberto Pedicini in Big Night, L'imbroglio - The Hoax, Julie & Julia, Easy Girl, Burlesque, Hunger Games, Hunger Games - La ragazza di fuoco, Hunger Games - Il canto della rivolta - Parte 1, Hunger Games - Il canto della rivolta - Parte 2, Inside Man
- Fabrizio Pucci in Monkey Shines - Esperimento nel terrore, Doppia anima, Il bacio della morte, Murder One, L'amante in città, Big Trouble - Una valigia piena di guai, Detective Monk, La bella e la bestia
- Nino Prester in Uomini d'onore, Billy Bathgate - A scuola di gangster, I marciapiedi di New York, Tu chiamami Peter
- Marco Mete in Occhio indiscreto, Percy Jackson e gli dei dell'Olimpo - Il mare dei mostri, Le regole del caos, The Children Act - Il verdetto
- Manlio De Angelis in Coppia d'azione, Un lavoro da giurato, I perfetti innamorati
- Antonio Palumbo in Spin, The King's Man - Le origini, Whitney - Una voce diventata leggenda
- Pino Ammendola in Scintille d'amore, Joker - Wild Card
- Maurizio Reti ne La pistola nella borsetta, Il rapporto Pelican
- Saverio Moriones in Miami Vice
- Simone Mori in Scappiamo col malloppo
- Jacques Peyrac in In the Soup - Un mare di guai
- Oliviero Dinelli in Beethoven
- Francesco Pannofino in Può succedere anche a te
- Angelo Maggi in E.R. - Medici in prima linea
- Gianluca Tusco in Harry a pezzi
- Tonino Accolla ne Gli imbroglioni
- Massimo Wertmüller in Sogno di una notte di mezza estate
- Raffaele Fallica ne Il segreto di Joe Gould
- Pasquale Anselmo in Conspiracy - Soluzione finale
- Roberto Draghetti in Era mio padre
- Massimo Lodolo in Un amore a 5 stelle
- Gabriele Lavia ne Il diavolo veste Prada
- Eugenio Marinelli in 30 Rock
- Roberto Certomà in Swing Vote - Un uomo da 300 milioni di voti
- Francesco Vairano in Gambit - Una truffa a regola d'arte
- Massimo Lopez in Le streghe
- Giorgio Bonino in Jolt - Rabbia assassina
- Franco Mannella in Conclave

Da doppiatore è sostituito da:
- Luca Biagini in Mr. Peabody & Sherman, What If...?
- Vladimiro Conti in Frasier
- Antonio Sanna in Robots
- Saverio Indrio in Space Chimps - Missione spaziale
- Fabrizio Pucci in Le avventure del topino Despereaux
- Carlo Valli in BoJack Horseman
- Cristiano Malgioglio in Show Dogs - Entriamo in scena
- Gerolamo Alchieri in Central Park